# King Kolax

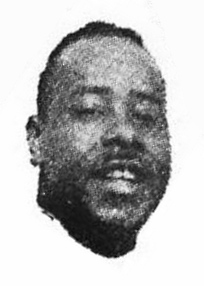
King Kolax (1943)

King Kolax (* 6. November 1912 in Kansas City/Missouri als William Little; † 18. Dezember 1991 in Chicago/Illinois) war ein amerikanischer Jazztrompeter.

## Leben und Wirken
Kolax kam als Kind nach Chicago, wo er die Elementarschule besuchte und an der „Wendell Phillips High School“ ersten Unterricht bei Captain Walter Dyett, dem späteren Direktor der „DuSable High School“ hatte. Später studierte er am „Chicago Conservatory of Music“.
Seine ersten professionellen Auftritte hatte Kolax 1936 bis 1937 mit einer Swing-Formation von Les Wilcox, der Howard Loach, der Trompeter Robert Dade, der Posaunist James Aldridge, die Saxophonisten Andrew "Goon" Gardner, James Skinner und Hiram Nichols, der Pianist Nat King Cole, der Bassist Eddie Cole und der Schlagzeuger Al Brown angehörten. 1938–1939 trat Kolax mit dem Quintett „King Kolax and His Rhythm Makers“ (mit Fred Brown, Swing Wally, Jap Allen und Hillard Brown) sowie einer eigenen Big Band im Chicagoer „65 Club“ auf. Kurze Zeit gehörte Charlie Parker dieser Big Band an.
Von 1940 bis 1942 arbeitete Kolax mit seiner Band im „Savoy Ballroom“ auf, damals einem Zentrum der Jazzszene. Ende 1942 löste er seine Band auf und tourte mit Ernie Fields durch den Mittleren Westen.
Um 1943 war Kolax’ Orchester die erste Band afroamerikanischer Musiker, die im NBC-Rundfunk auftrat. Mit diesem „NBC Orchestra“ tourte er in den Folgejahren durch die USA. Zwischenzeitlich spielte auch Benny Powell in dieser Band. 1946 löste er diese Bigband auf und schloss sich Billy Eckstines letzter Bigband an. 1948 war Kolax Mitglied einer Band, die den Sänger Sonny Parker begleitete.
Auch in den 1950er Jahren leitete Kolax verschiedene eigene Formationen vom Quintett bis zur Bigband, u. a. mit Alonzo „Pookie“ Johnson. Mit seinem Orchester spielte er u. a. bis Ende der 1970er Jahre Aufnahmen mit Danny Overbea, Rudy Green, Mabel Scott, Robert „Billy“ Brooks, Piney Brown, Clyde Williams, Harvey Ellington und anderen ein. 1981 zog er sich ganz aus dem Musikgeschäft zurück. Zehn Jahre später starb er im Roseland Hospital in Chicago an den Folgen der Alzheimer-Krankheit.

## Diskografie
Singles
- 1952: She’s Funny That Way / Side Man
- 1953: If I Can’t Have You / Someday, Someway (The Flamingos mit The King Kolax Orchestra)
- 1953: Newport News / Mirror Blues (Johnny Sellers mit The King Kolax Orchestra)
- 1953: Love Is a Pain / No Need of Your Crying (Rudy Green His Guitar mit The King Kolax Orchestra)
- 1953: Hurry Home Baby / That’s My Desire (The Flamingos mit The King Kolax Orchestra)
- 1953: 40 Cups of Coffee / I’ll Follow You (Danny Overbea mit King Kolax and His Orchestra)
- 1954: Stomp and Whistle / Ebony Chant (Danny Overbea mit King Kolax and His Orchestra)
- 1955: Vivian / Goodnite Blues (King Kolax and His Quintette)
- 1957: Never Had a Dream / Jealous of My Shadow (Earl H. Pugh and King Kolax Band)
- 1957: Baby You’re a Little Bit Forgetful (Clyde Williams mit King Kolax Band)
- 1957: Wishin’ Well / New Rockin’ Baby (Chaunteurs mit King Kolax & His Band)
- 1960: Don’t Look Now / In the Center of My Heart (Wilbur „Hi-Fi“ White und King Kolax Band)
- 1960: Lenora / Valentino (The Vondells mit King Kolax & Combo)